# Георги Джибрилов
 Тази статия е за българския духовник.  За българския музикант вижте Георги Джибрилов (музикант).  
Георги Джибрилов (Гоце Джебрилев) е български духовник и просветен деец от Македония.

## Биография
Роден е 25 януари 1878 година в Кукуш, в Османската империя, днес Килкис, в Гърция. Завършва III клас и става учител, като от 1904 до 1910 година учителства. В 1910 година е ръкоположен за свещеник и работи като енорийски свещеник в Кукуш от 1910 до 1913 година. След като Кукуш е опожарен и попада в Гърция след Междусъюзническата война, Джибрилов бяга в Свободна България в 1913 година, където се установява в Бургаско. Става енорийски свещеник в село Суватите, Бургаско.